# Политическая система Кирибати
Республика Кирибати — демократическая республика, существующая с 12 июля 1979 года.

## Государственное устройство
Кирибати — суверенная демократическая республика. Столица государства — Южная Тарава.

### Исполнительная власть
Исполнительная власть находится в руках Кабинета министров, который коллективно ответственен перед парламентом страны.

#### Президент
Президент республики Кирибати официально именуется Беретитенти (Beretitenti). Президент — глава государства и правительства. Кандидаты на пост президента избирается из числа членов парламента его же членами после того, как избран спикер парламента. Число кандидатов должно быть не менее 3 и не более 4 человек. В случае импичмента функции президента переходят в руки Государственного совета до тех пор, пока не будет избран новый президент. Если президент перестал исполнять свои функции по иным причинам (не в случае импичмента), то его функции переходят в руки Кауоман-ни-Беретитенти (вице-президента страны), при этом его вступление в должность президента должно быть одобрено Манеабой-ни-Маунгатабу (парламентом страны). Он исполняет свои функции до тех пор, пока не истечет его президентский срок. В случае невозможности исполнения функций президента Кауоман-ни-Беретитенти, президентом становится один из министров из состава Кабинета министров.
Президент назначает вице-президента, министров, атторней-генерала, созывает Кабинет министров, председательствует на нём. Он может помиловать любого человека, обвиненного в нарушении закона страны, дать отсрочку исполнения приговора, облегчить наказание.

#### Вице-президент
Вице-президент республики Кирибати официально именуется Кауоман-ни-Беретитенти (Kauoman-ni-Beretitenti). Вице-президент страны избирается Президентом из числа министров и выполняет функции, которыми он наделен президентом.

#### Кабинет министров
Кабинет министров республики Кирибати состоит из президента (или Беретитенти), Вице-президента (или Кауоман-ни-Беретитенти), Атторней-генерала и не более, чем из 8 министров. Кабинет министров созывается президентом. Президент должен председательствовать на всех заседаниях Кабинета и объявлять повестку заседания. Решение Кабинета имеет силу только в случае присутствия на заседании не менее 5 министров.

#### Министры
Министры назначаются президентом из членов Парламента страны (или Манеаба-ни-Маунгатабу). Выполняют задачи, поставленные перед ними Президентом.

#### Атторней-генерал
Атторней-генерал, главный советник правительства, назначается и снимается с поста президентом. Атторней-генералом может стать только человек, работавший адвокатом в Верховном суде республики Кирибати. Атторней-генерала имеет право назначать и проводить судопроизводство, вмешиваться в судопроизводство и приостанавливать судопроизводство до вынесения приговора.

#### Секретарь Кабинета министров
Секретарь Кабинета министров — государственная должность. Секретарь в соответствии с инструкциями, данными ему Кабинетом министров, отвечает за организацию работы и составление протокола Кабинета. Исполняет функции, которые приписаны ему Кабинетом или президентом.
29 июля 1994 года состоялись парламентские выборы, в результате которых в Ассамблею вошли 18 новых членов. Большинство в парламенте было за оппозицией. 1 октября 1994 года президентом республики стал Тебуроро Тито (Teburoro Tito), переизбранный впоследствии 27 ноября 1998 года и на третий срок в апреле 2003 года. Но при первом заседании парламента в июле 2003 года ему был выражен вотум недоверия. На досрочных президентских выборах выиграл Аноте Тонг. Следующие выборы состоялись в июле 2007 года.

### Законодательная власть

#### Парламент

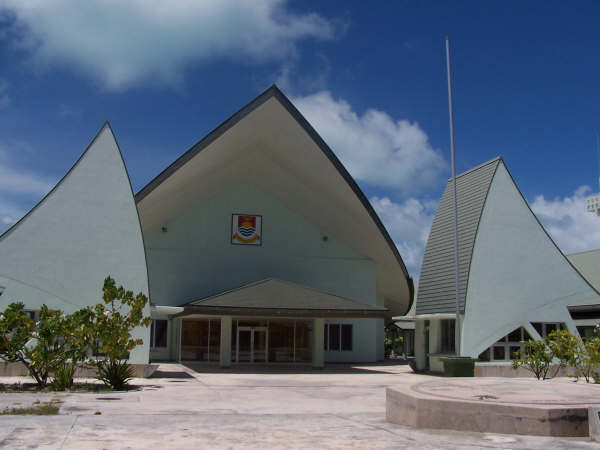
Здание парламента Кирибати

Законодательная власть в республике Кирибати принадлежит однопалатному парламенту, официальное название которого Манеаба-ни-Маунгатабу (Maneaba ni Maungatabu). Парламент страны состоит из 35 членов. Для выборов в Парламент республика разделена на 23 избирательных округа. Членом парламента может стать только гражданин республики Кирибати, достигший 21 года. Правом голоса обладает только гражданин республики, достигший 18 лет. Парламент обладает правом законотворчества. Новые законы должны получить одобрение у президента. Если президент считает, что новый закон противоречит Конституции, закон отправляется на доработку в парламент. Если и во второй раз президент отклоняет принятие закона, по дело переходит на рассмотрение в Верховный суд Кирибати. Если Верховный суд решит, что новый закон не противоречит Конституции, президент будет вынужден одобрить закон. Парламент также имеет право вносить поправки в Конституции. Для этого необходимо, чтобы во втором чтении поправку одобрили ⅔ членов парламента.
Спикер парламента избирается членами парламента из кандидатов, не входящих в его состав.

### Судебная власть
Главный суд страны — Верховный суд Республики Кирибати. Верховный судья назначается президентом по совету Кабинета министров после консультации с Комиссией по вопросам государственной службы. Другие судьи также назначаются президентом. Верховным судьёй может стать только человек, проходивший практику за границей, 5 лет из которой в качестве барристера или солиситора. Судебная власть в республике не зависит ни от Кабинета министров, ни от парламента. Согласно Конституции Кирибати, судьи Верховного суда могут быть сняты с должности до истечения их срока только в случае недееспособности или рекомендации независимой следственной коллегии. Помимо этого действует апелляционный суд.

## Политические партии
В стране отсутствует традиция официально организованных политических партий. Имеющиеся партии напоминают больше фракции или группы давления: у них нет штаб-квартиры, официальной идеологии и партийных структур.
По состоянию на 2007 год в стране действовало четыре партии:
- «Манеабан Те Маури» (Maneaban Te Mauri) — консервативная партия, образованная в 1990-х годах в результате объединения Национально-прогрессивной и Христианско-демократической партий. Находилась у власти до 2003 года. На парламентских выборах в мае 2003 года получила 24 места. Лидер партии — Тебуреро Тито (президент республики Кирибати в 1994—2003 годах).
- «Боутокаан Те Коауа» (в пер. «Столпы истины») — политическая фракция противников. На парламентских выборах в мае 2003 года получили 16 мест. Член партии Аноте Тонг был избран в июле 2003 года президентом республики Кирибати, набрав 47,4 % голосов. Лидер — Табераннанг Тимеон.
- Национальная прогрессивная партия находилась у власти до 1994 года, затем объединилась с Христианско-демократической партией; в настоящее время действует самостоятельно. Лидер партии Гарри Тонг участвовал в президентских выборах от коалиции своей партии и «Манеабан Те Маури», но проиграл их.
- «Маурин Кирибати». Лидер партии — Бануэра Берина, получивший на президентских выборах 2003 года 9,1 % голосов.

## Вооружённые силы
В республике Кирибати отсутствуют регулярные вооружённые силы.

## Международные отношения
Кирибати — активный участник Форума тихоокеанских островов. Республика также является членом Содружества наций, Международного валютного фонда (МВФ) и Международного банка. В 1999 году Кирибати стала полноправным членом ООН. В декабре 2003 года установлены дипломатические отношения с Тайванем. Кирибати имеет дипломатические отношения с Россией (установлены с СССР в 1990 году).
Кирибати имеет длительные исторические связи с Великобританией. Считается, что первым британцем, побывавшем здесь, является командор Джон Байрон, посетивший острова в 1765 году. Затем в связи с ростом британских поселений в Новом Южном Уэльсе (Австралия) и увеличивающейся ролью китобойного промысла до 1870 года китобои были частыми посетителями Кирибати.